# Кей Си. Под прикрытием
«K.C. Под прикрытием» — американский ситком, созданный для Disney Channel Коринной Маршалл, исполнительным продюсером которого является Роб Лоттерстеин. В главной роли Зендея, исполняющая роль Кейси Купер, шпионки-подростка, учащейся в старшей школе.

## Сюжет
Кей Си Купер - простая девочка-подросток , которая учится в обычной школе. Но вот она узнаёт, что её родители - профессиональные шпионы. И ей ничего больше не остаётся, как пойти по их стопам...

## Персонажи
- Кассандра (Кейси) Купер (Зендея) — шестнадцатилетняя девочка-подросток, пытающаяся стать элитным шпионом. Лучшая ученица по успеваемости в Вашингтонской академии. Имеет чёрный пояс по каратэ. Любит играть в баскетбол. Умная, трудолюбивая, ответственная и уверенная в себе девушка. Ходила в музыкальную школу и играла на пианино. Ненавидит платья и юбки, предпочитает спортивный стиль и клетку. Когда нервничает разговаривает во сне. Влюблена в Бретта.
- Мариса Кларк (Вероника Данн) — лучшая подруга Кей Си. Забавная девочка, помешанная на парнях и вечной популярности. Плохо учится, постоянно ходит на вечеринки и свидания. Несмотря на свою болтливость, держит секрет Кейси в тайне.
- Эрни Купер (Камиль Макфеден) — младший брат главной героини. Умный паренек, компьютерный гений, узнавший о шпионских корнях семьи во втором эпизоде сериала. Получил место в Организации благодаря Кейси и Джуди. Неуклюжий, слабый, о нем почти в каждом эпизоде забывают. Влюблен в Марису.
- Джуди Купер (Тринити Стокс) — девочка-робот, выданная Куперам организацией для особо сложных миссий.
- Кира Купер (Тэмми Таунсенд) — заботливая мать юных шпионов, жена Крейга Купера.
- Крейг Купер (Кадим Хардисон) — любящий отец, отличный шпион и не дающий свободы дочери отец, муж Киры Купер.

## Работа над сериалом
В 2013 году был объявлен начальный пилот, который носил название «Супер-крутышка Кэти», с Зендеей в главной роли. Производство началось в 2014, осенью того же года стартовали съемки, а 1 января 2015 сериал был анонсирован каналом как «Кей. Си. Под прикрытием», первый сезон которого состоял из 27 эпизодов. 15 мая 2015 сериал был продлен на второй сезон телеканалом Disney Channel. 1 августа 2016 года журнал People сообщил о том, что сериал продлен на 3 сезон.

## Эпизоды
| Сезон | Кол-во серий | Выход в США                   |
| 1     | 27           | 18 января 2015—24 января 2016 |
| 2     | 24           | 6 марта 2016—16 января 2017   |
| 3     | 24           | 7 июля 2017—2 февраля 2018    |

## Список эпизодов

### Сезон 1 (2015-16)
| №  | № в сезоне | ㅤㅤㅤㅤㅤㅤㅤㅤНазвание                 | ㅤㅤРежиссёр                         | ㅤㅤㅤㅤСценарист                            | ㅤВыход в США   | Рейтинг  | Промокод |
| 1  | 1          | Пилотная серия                           | Джон Розенбаум                       | ㅤㅤКоринна Маршалл ㅤㅤㅤРоб Лоттерстеин    | 18 января 2015  | 3.51 млн | ㅤ101    |
| 2  | 2          | Моя сестра от другой матери…             | Джон Розенбаум                       | ㅤㅤㅤРоб Лоттерстеин                        | 25 января 2015  | 3.05 млн | ㅤ102    |
| 3  | 3          | Скажите "Кей!", Скажите "Си!"            | Джон Розенбаум                       | ㅤㅤㅤㅤДерин Генри                          | 8 февраля 2015  | 2.22 млн | ㅤ103    |
| 4  | 4          | Пропавшие без вести                      | Джон Розенбаум                       | ㅤㅤㅤРоб Лоттерстеин                        | 15 августа 2015 | 2.76 млн | ㅤ106    |
| 5  | 5          | Фотобомба                                | Джон Розенбаум                       | ㅤㅤㅤРоб Лоттерстеин                        | 1 марта 2015    | 2.60 млн | ㅤ104    |
| 6  | 6          | Про то, как у Кей Си запал пропал        | Джон Розенбаум                       | Дженн Ллойд & Кевин Бонани                   | 8 марта 2015    | 2.39 млн | ㅤ108    |
| 7  | 7          | Папочкина принцесса                      | Джон Розенбаум                       | ㅤㅤТери Скафтер & ㅤРайанель Сфиллинг       | 29 марта 2015   | 1.97 млн | ㅤ107    |
| 8  | 8          | Задание: забрать домашнее задание        | Кадеем Хардисон                      | ㅤㅤㅤРоб Лоттерстеин                        | 6 апреля 2015   | 1.54 млн | ㅤ118    |
| 9  | 9          | Шпионойя, что со мною?                   | ㅤРич Коррелл                        | ㅤㅤㅤЕилеен Конн                            | 19 апреля 2015  | 2.58 млн | ㅤ105    |
| 10 | 10         | Обманутая. Часть 1                       | ㅤЗоель Звик Джоди Марголин ㅤㅤХахн | Кэт Дэвис & Эдди Кьюинтана ㅤㅤㅤЕилеен Конн | 29 мая 2015     | 2.40 млн | 109/110  |
| 11 | 11         | Обманутая . Часть 2                      | Джон Розенбаум                       | ㅤㅤㅤРоб Лоттерстеин                        | 30 мая 2015     | 1.82 млн | ㅤ111    |
| 12 | 12         | Обманутая. Часть 3                       | Джон Розенбаум                       | ㅤㅤㅤㅤДерин Генри                          | 31 мая 2015     | 3.02 млн | ㅤ112    |
| 13 | 13         | Вот засада!                              | Джон Розенбаум                       | ㅤㅤㅤㅤДерин Генри                          | 7 июня 2015     | 2.52 млн | ㅤ117    |
| 14 | 14         | Соседский взор                           | Джон Розенбаум                       | ㅤㅤㅤㅤДерин Генри                          | 14 июня 2015    | 1.95 млн | ㅤ122    |
| 15 | 15         | Первая подруга страны                    | Джон Розенбаум                       | ㅤㅤㅤㅤДерин Генри                          | 26 июня 2015    | 2.91 млн | ㅤ125    |
| 16 | 16         | Операция «Другая сторона». Часть 1       | Джон Розенбаум                       | ㅤㅤㅤЕилеен Конн                            | 12 июля 2015    | 1.99 млн | ㅤ114    |
| 17 | 17         | Операция «Другая сторона». Часть 2       | ㅤКимберли ㅤМакГалоук               | ㅤㅤㅤРоб Лоттерстеин                        | 19 июля 2015    | 2.17 млн | ㅤ115    |
| 18 | 18         | Кей Си и исчезающая дама                 | ㅤРич Коррелл                        | Кэт Дэвис & Эдди Кьюинтана                   | 26 июля 2015    | 2.14 млн | ㅤ119    |
| 19 | 19         | Дебютантка на балу                       | Джон Розенбаум                       | ㅤㅤТери Скафтер & ㅤРайанель Сфиллинг       | 9 августа 2015  | 2.05 млн | ㅤ113    |
| 20 | 20         | Давай, Кей Си!                           | Росарио Страший, ㅤРовето Мл.        | ㅤㅤТери Скафтер & ㅤРайанель Сфиллинг       | 16 августа 2015 | 1.89 млн | ㅤ127    |
| 21 | 21         | Сбежавший робот                          | ㅤЗоель Звик                         | ㅤㅤㅤРоб Лоттерстеин                        | 7 сентября 2015 | 2.45 млн | 120/121  |
| 22 | 22         | Канун Дня всех святых                    | Джон Розенбаум                       | ㅤㅤㅤДава Сейвел                            | 4 октября 2015  | 1.97 млн | ㅤ123    |
| 23 | 23         | Дружбохранилище                          | ㅤФилл Льюис                         | Дженн Ллойд & Кевин Бонани                   | 18 октября 2015 | 2.39 млн | ㅤ126    |
| 24 | 24         | Враг государства                         | ㅤЗоель Звик                         | ㅤㅤㅤЕилеен Конн                            | 8 ноября 2015   | 2.06 млн | ㅤ124    |
| 25 | 25         | Ну и ночка перед Рождеством!             | ㅤЗоель Звик                         | Дженн Ллойд & Кевин Бонани                   | 6 декабря 2015  | 1.29 млн | ㅤ116    |
| 26 | 26         | Кей Си и Бретт: последняя глава. Часть 1 | Дэвид Кендалл                        | ㅤㅤㅤРоб Лоттерстеин                        | 17 января 2016  | 2.50 млн | ㅤ128    |
| 27 | 27         | Кей Си и Бретт: последняя глава. Часть 2 | Джон Розенбаум                       | ㅤㅤㅤРоб Лоттерстеин                        | 24 января 2016  | 2.02 млн | ㅤ129    |

### Сезон 2 (2016-17)
| №  | № в сезоне | ㅤㅤㅤㅤㅤㅤㅤㅤНазвание | ㅤㅤРежиссёр    | ㅤㅤㅤㅤСценарист | ㅤВыход в США | Рейтинг  | Промокод |
| 28 | 1          | Куперы снова в деле      | Джон Розенбаум  | Роб Лоттерстеин   | 6 марта 2016  | 2.08 млн | 201/202  |
| 29 | 2          | Хочешь узнать секрет?    | Джон Розенбаум  | Роб Лоттерстеин   | 13 марта 2016 | 2.14 млн | 203      |
| 30 | 3          | Бунтарка с сестрой       | Робби Кантримэн | Еилеен Конн       | 20 марта 2016 | 1.84 млн | 204      |